# General de Caballería (Austria)

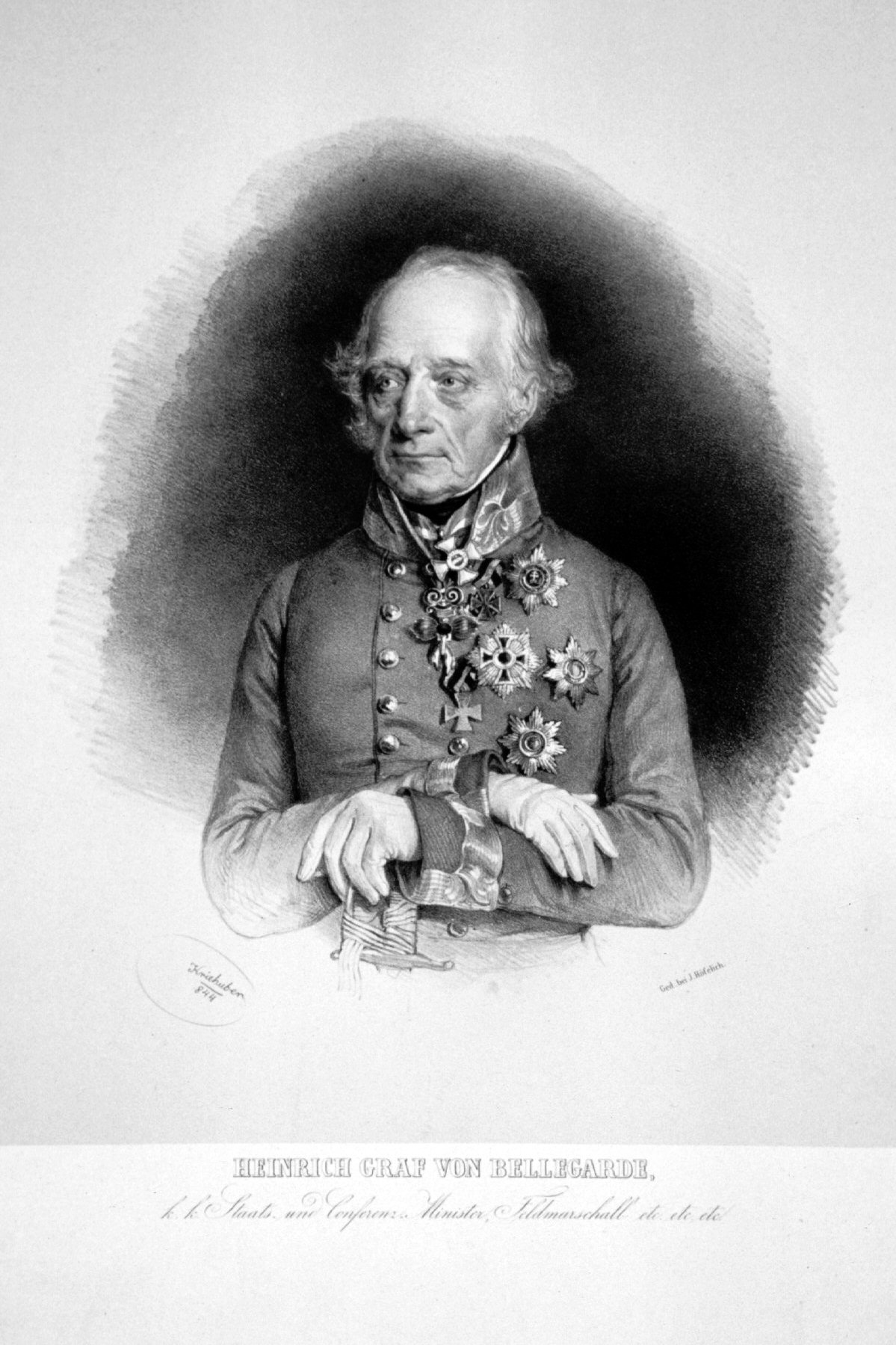
Conde Heinrich von Bellegarde, nombrado General de Caballería en 1800.

General de Caballería (General der Kavallerie) era un rango en el Ejército Imperial del Sacro Imperio Romano Germánico, en el Ejército Imperial del Imperio austríaco y en el Imperial y Real Ejército de Austria-Hungría.
En 1908, era aproximadamente equivalente al estadounidense teniente general, y usualmente estaba al mando de un cuerpo o un ejército. Era un rango por debajo de Feldmarschall hasta septiembre de 1915 cuando fue introducido el rango de Generaloberst. Era equivalente al rango de General der Infanterie (introducido en 1908 para oficiales de infantería), y Feldzeugmeister (para oficiales de artillería e ingenieros). Antes de 1908, los oficiales de infantería también usaban el rango de Feldzeugmeister. El siguiente rango inferior era el de Feldmarschallleutnant (usualmente un comandante divisional), que a menudo se traduce como Teniente-Mariscal de Campo.

## A
- Johann Nepomuk Martin Freiherr von Appel (1826-1906)
- Heinrich Moritz von Attems-Heiligenkreuz (1852-1926)

## B
- Conde Maximilian Anton Karl Baillet de Latour (1737-1806)
- Conde Heinrich von Bellegarde (1756-1845), 1799 (Sacro Imperio Romano Germánico e Imperio austríaco), promovido a Mariscal de Campo en 1809.

## C
- Eduard Clam-Gallas (Austria, 1805-1891)
- Louis Charles Folliot de Crenneville (Austria, 1763-1840)

## H
- Conde Ignaz zu Hardegg (1772-1848)
- Karl Georg Huyn (Austria-Hungría, 1857-1938)

## K

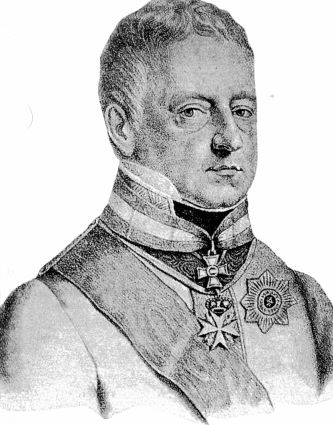
Michael von Kienmayer, nombrado General de Caballería en 1809.

- Michael von Kienmayer (Austria, 1755-1828)
- Johann von Klenau (Austria, 1758-1819)

## M
- Conde Maximilian de Merveldt (Austria, 1764-1815)

## N
- Erwin von Neipperg (1813-1897)
- Friedrich Moritz von Nostitz-Rieneck (Austria, 1728-1796)

## O
- Andreas O'Reilly von Ballinlough (Austria, 1742-1832)

## R
- Johann Sigismund Riesch (Austria, 1750-1821)
- Príncipe Franz Seraph de Rosenberg-Orsini (Austria, 1761-1832)

## V
- Karl von Vincent (Austria, 1757-1834)

## W
- Dagobert Sigmund von Wurmser (Sacro Imperio Romano Germánico, 1724-1797)
- Ludwig Georg Thedel, Graf von Wallmoden (Austria, 1769-1862)